# Jarmila Jelínková
Jarmila Jelínková (13. prosince 1928 Praha – 3. června 2019) byla česká vědkyně, bakterioložka a pedagožka.

## Život a vědecká dráha
Jarmila Jelínková se narodila do rodiny úředníka v Praze. Zprvu jí nebylo umožněno studovat a tak pracovala jako laborantka v tehdejším Ústavu epidemiologie a mikrobiologie. Na studium mikrobiologie nastoupila až v roce 1954 na Přírodovědeckou fakultu Univerzity Karlovy. V roce 1959 se jí narodila dcera Martina a Jarmila také dokončila studium. Posléze se v Národní referenční laboratoři a centru pro streptokoky Státního zdravotního ústavu věnovala laboratorní diagnostice streptokokových nákaz a taxonomii streptokoků a enterokoků. Kandidátskou práci obhájila na ČSAV v roce 1966.
Významná byla její pedagogická činnost. V roce 1961 začala působit na katedře lékařské mikrobiologie Institutu postgraduálního vzdělávání ve zdravotnictví (IPVZ). Spolupracovala jako tajemník s Karlem Raškou a Lubomírem Syrůčkem. Od roku 1987 byla vedoucí této katedry a funkci zastávala s krátkým přerušením až do roku 2005. Habilitovala se na 2. lékařské fakultě UK v roce 1990.
V roce 2005 její dcera zemřela a Jarmila Jelínková převzala výchovu svých tří vnoučat. I přes problémy s chůzí se i v pokročilém věku zúčastňovala různých odborných akcí. Obvykle se smysluplně zapojovala do diskuzí a zajímala se o novinky v jejích oblíbených oborech – mikrobiologii a epidemiologii.

## Ocenění
Angažovala se ve Společnosti pro epidemiologii a mikrobiologii České lékařské společnosti Jana Evangelisty Purkyně (ČLS JEP). V 90. letech působila i v předsednictvu Československé společnosti mikrobiologické (ČSSM). Za své aktivity obdržela zlatou pamětní medaili ČLS JEP (2013), čestnou medaili J. E. Purkyně (2005) navrženou výborem Společností pro epidemiologii a mikrobiologii, medaili Františka Patočky od ČSSM (2004), medaili Stanislava Prowázka od Slovenské společnosti klinické mikrobiologie (2006).
V letech 2000–2004 byla členkou Executive Committee of European Society for Clinical Microbiology and Infectious Diseases. Byla prezidentkou 14. evropského kongresu klinické mikrobiologie a infekčního lékařství, který se konal v roce 2004 poprvé v Praze. Na mezinárodním sympoziu XIX. Lancefield International Symposium on Streptococci and Streptococcal Diseases (2014) v Buenos Aires byla odměněna cenou Appreciation Award.